# ويليام بي. إدواردز
ويليام بي. إدواردز هو محامي وسياسي أمريكي، ولد في 9 نوفمبر 1835 في تالبوتون في الولايات المتحدة، وتوفي في 28 يونيو 1900 في بتلر في الولايات المتحدة. نشط حزبياً في الحزب الجمهوري. وقد انتخب عضو مجلس النواب الأمريكي ‏.